# Famille Galos
La famille Galos est une famille française originaire du Béarn[réf. nécessaire] (Pyrénées-Atlantiques), puis établie à Bordeaux (Gironde).

## Personnalités
- Jacques Galos (1774-1830), négociant, banquier, maître des requêtes au Conseil d’État, député de la Gironde, dont :
  - Joseph Henri Galos (1804-1873), négociant, conseiller d’État, député de la Gironde, dont :
    - Élisabeth Louise Joséphine Galos (1841-1925), femme de lettres, dont :
      - Isabelle de Pindray d'Ambelle (1868-1951), écrivaine.

  - Bernard Théodore Galos (1807-1873), négociant en vins à Bordeaux, marié avec Marie Cécile Larreguy (1821-1903), pianiste et compositrice.